# Robert Roubin

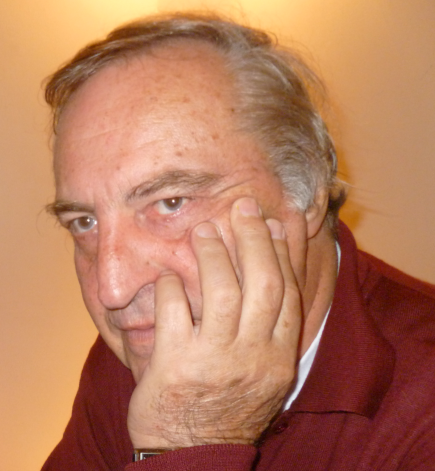
Robert Roubin (2011)

Robert Roubin (* 5. Juni 1943 in Schwaz in Tirol) ist ein österreichischer Maler und Graphiker.

## Leben
Er besuchte die Lehrerbildungsanstalt in Salzburg und legte dort 1965 die Matura ab; danach leistete  er den Präsenzdienst beim österreichischen Bundesheer ab. Verheiratet ist er mit Edda R., das Ehepaar hat die Tochter Corinna. Er war als Lehrer für Deutsch, Turnen und Bildnerische Erziehung an verschiedenen Schulen, u. a. in Wals und zuletzt als Schulleiter an der Hauptschule in Bergheim bei Salzburg tätig.
Die künstlerische Ausbildung erhielt er bei E. Böhler und A. Schmidbauer in Salzburg.
Seit 2001 arbeitet Roubin ausschließlich als freischaffender Künstler. Der Maler und Grafiker arbeitet in einem Mal- und Grafikstudio sowie als Buchillustrator und Karikaturist in Salzburg. Beispiele seiner Werke werden regelmäßig vom Salzburg Museum angeschafft.

„Je größer die Blätter werden, desto skurriler, oft 'grotesker' gestalten sich seine Szenerien. Man denkt an die großen Zeichner der Klassischen Moderne. Kubin, Herzmanovski-Orlando und entdeckt in den Bildern Roubins immer wieder Anklänge an diese österreichische Tradition. Die kleinen Arbeiten jedoch sind intim, liebevoll und von großer Eleganz. … Die unglaublich fein nuancierten Radierungen und Malereien des Künstlers zeigen die technische Begabung. Er ist in seinen Bildern ein Geschichtenerzähler, der liebevoll mit menschlichen Schwächen umgeht. Diese sind niemals sarkastisch, sondern mit einem kleinen Lächeln zu sehen.“

Von der Galerie Arttime in Udine werden seine Arbeiten wie folgt beschrieben:

„Es ist unmöglich, Robert Roubins Kunst zu kategorisieren. Tatsächlich befinden wir uns vor einem 360 °-Künstler, einer kreativen Persönlichkeit, für welche die dynamische Energie der Motor für technische und stilistische Experimente ist: von einer vagen surrealen Atmosphären bis zu einer fröhlichen und lebendigen Dimension. In Roubin verspüren wir einen sehr starken Wunsch, einfache und komplexe Werke gleichzeitig zu malen, die dem Auge sehr gefallen, aber niemals "leggère" , sondern in der Tat immer ein Vorbote der Reflexion und Vertiefung sind.“

## Ausstellungen
Ausstellungen in Österreich, Italien, Deutschland, auf der Internationalen Kunstmesse in Gent und der Grafikmesse in Dresden.
- 1982, 1. Ausstellung im Weihergut in Salzburg
- 1983, United Art in Wien
- 1983, Kunstmesse  in Innsbruck, Bregenz und Wien
- 1984, Pro Arte in Hallein
- 1984, Kunstmesse in Innsbruck, Bregenz und Wien
- 1984, „Stadt und Baum“, Rathaus Salzburg
- 1985, Kunstladen in Brixen
- 1985, Kunsthof Weihergut in Salzburg
- 1986–1993, Ausstellungen in Österreich, Italien und Deutschland
- 1994, Internationale Kunstmesse in Gent (Belgien) und Graphikmesse in Dresden
- 1995–2000, Zwangspause wegen einer Farballergie
- 2005, A.U.S.S.A.A.T. – Galerie Helmut Junger, Berlin
- 2006, Neue Arbeiten – Galerie Helmut Junger, Berlin[6]
- 2005–2010, Ausstellungen in Bad Reichenhall, Berlin, Hongkong, Shanghai und Oberstdorf
- 2011, Ausstellung in Die Bachschmiede (Wals), Thema: „Arbeitsbeispiele aus den letzten 10 Jahren“
- 2014, Singapur
- 2015, Berlin und Shanghai (Galerie Jünger)
- 2016, Hotel 12 auf dem Gerlitzen[7], Tag der offenen Tür (Karikaturen)
- 2018, Bachschmiede, „HOPPLA“ – Karikaturen
- 2019, Galerie Arttime, Udine, Ausstellung „Energie dinamiche“[8]

## Ständige Ausstellungen
- Galerie Jünger (Berlin, Shanghai)
- Kunsthotel 12 (Gerlitzen, Kärnten)
- Galerie Barcelona (Bad Reichenhall)